# Debbie Wasserman Schultz
Pour les articles homonymes, voir Schultz.
Deborah Wasserman Schultz dite Debbie Wasserman Schultz, née le 27 septembre 1966 à New York, est une femme politique américaine.
Représentante au Congrès fédéral depuis 2005, elle est présidente du Comité national démocrate de 2011 à 2016. Elle est auparavant membre de la Chambre des représentants de Floride (entre 1992 et 2000), et du Sénat de Floride (de 2000 à 2004). Elle est la première femme de confession juive à être élue à un poste parlementaire en Floride.

## Biographie

### Enfance et études
Deborah Wasserman est née à Forest Hills, dans le Queens à New York, et grandit à Long Island. Elle est la fille d'Ann Wasserman, qui est employée à Macy, et Larry Wasserman, comptable. Elle obtient un baccalauréat universitaire ès lettres en 1988 et elle est diplômée de l'université de Floride en science politique.
À l'université de Floride, Debbie Wasserman Schultz est très active aux titres de président du Sénat des étudiants ainsi que comme fondatrice et présidente du gouvernement Rawlings du conseil régional. Elle est également membre du syndicat des diplômés assistants-unis, elle est présidente du Conseil des étudiants diplômés, et vice-présidente du Parti démocrate des collégiens. Elle fait remonter son « amour pour la politique et le processus politique » à l'expérience qu'elle a acquise à l'université.

### Carrière politique
En 1992, elle se présente à la Chambre des représentants de Floride. Après avoir gagné facilement la primaire démocrate elle est élue avec plus de 53 % des suffrages. À l'âge de 26 ans, elle devient la plus jeune femme législateur dans l'histoire de l'État.
Forte de son expérience à la Chambre en Floride, elle s'est présentée pour le Sénat de Floride en 2000 et a largement remporté l'élection.
En 2004, le mentor de Debbie Wasserman Schultz, Deutsch, renonce à son siège au Congrès pour se présenter, sans succès, pour le siège du Sénat. Elle se présente donc pour représenter la vingtième district de Floride à la chambre des représentants des États-Unis. Elle n'a pas d'opposition pour les primaires démocrates. Malgré une campagne très agressive de son adversaire, elle est triomphalement élue avec 70,2 % des suffrages.
En 2006, elle est réélue sans opposition.
Pour les élections présidentielles de 2008, elle annonce son soutien à la candidature d'Hillary Clinton. Aux élections de novembre, elle est facilement réélue face à un candidat socialiste et une candidate indépendante.
En 2010, Debbie Wasserman Schultz se retrouve contre le candidat républicain Karen Harrington et les indépendants Stanley Blumenthal et Bob Kunst. Elle est réélue avec 60,1 % des suffrages.
À la suite d'un redécoupage électoral, elle se présente dans le vingt-troisième district. Elle obtient plus de 63 % des suffrages.
Le 5 avril 2011, le vice-président Joe Biden annonce que Debbie Wasserman Schultz est la cinquante-deuxième présidente du Comité national démocrate (DNC). Elle est la troisième femme, et la première depuis 15 ans, à diriger le Parti démocrate. Wasserman Shultz a été confirmée lors de la réunion du DNC qui s'est tenue le 4 mai 2011, à Washington, D.C..
Dans le cadre des primaires démocrates en vue de l'élection présidentielle américaine de 2016, elle est accusée de partialité par les sympathisants de Bernie Sanders, ceux-ci affirmant qu'elle affiche son soutien à Hillary Clinton aux super-délégués, ce qui est interdit. Sanders annonce alors son soutien à Tim Canova, qui est opposé à Wasserman Schultz dans la primaire démocrate pour l'investiture pour la candidature à la Chambre des représentants. Les accusations contre Wasserman Schultz sont appuyées par la divulgation d'environ 20 000 courriels internes du Parti démocrate par WikiLeaks. Les emails diffusé par WikiLeaks montrent qu'Hillary Clinton a été soutenue par une usine à trolls financée par de gros donateurs « pour harceler les supporters de Sanders »,,. Cette affaire connue du Comité national démocrate, une fois révélée, provoque la démission de Debbie Wasserman Schultz le 24 juillet 2016. Fin août, elle bat Canova lors de la primaire démocrate avec 56,8 % des voix. Elle est opposée au républicain Joe Kaufman lors de l'élection de novembre qu'elle remporte facilement avec 56 % des voix.

### Vie privée
Wasserman Schultz vit à Weston, en dehors de Fort Lauderdale. Elle est mère de trois enfants et est mariée à Steve Schultz. Elle est un membre actif du Conseil national juif démocratique.
En mars 2009, elle a révélé qu'elle a subi sept interventions chirurgicales liées à un cancer du sein en 2008, tout en conservant ses responsabilités en tant que membre de la Chambre. Cette année-là, elle a encouragé les efforts pour le dépistage précoce du cancer du sein.

## Positions politiques
Wasserman Schultz est favorable à l'avortement, au contrôle des armes à feu et aux droits des homosexuels. Elle a vivement critiqué l'amendement Stupak-Pitts (en), qui impose des limites sur les avortements financés par le contribuable dans le cadre de la loi de novembre 2009 (Affordable Health Care for America Act).
Elle est considérée comme une progressiste (« libérale » au sens américain du terme), notamment pour son soutien sans faille à la réforme des soins de santé proposé par Barack Obama ou encore son soutien au plan de relance présenté par Barack Obama en 2009.